# Călimănești (Vâlcea)
Călimăneşti è una città della Romania di 8 814 abitanti, ubicata nel distretto di Vâlcea, nella regione storica dell'Oltenia, sul fiume Olt. 
Fanno parte dell'area amministrativa anche le località di Căciulata, Jiblea Nouă, Jiblea Veche, Păuşa e Seaca.
Călimăneşti è una conosciuta e frequentata stazione termale.
Nei pressi della città sorge il Monastero di Cozia, fatto costruire dal Principe di Valacchia Mircea cel Bătrân (Mircea il Vecchio) nel 1388 e che ne ospita la tomba.
Il complesso venne fatto modificare più volte in epoche successive dai Principi che si sono succeduti alla guida della Valacchia, in particolare da Neagoe Basarab nel 1517, da Şerban Cantacuzino attorno al 1680 e da Constantin Brâncoveanu nel 1707: durante questi lavori vennero aggiunti un porticato, una fontana, una cappella e una torre di guardia.
La chiesa venne affrescata più volte durante la sua esistenza e sono tuttora visibili parti dei dipinti più antichi, eseguiti nel 1390; gli ultimi lavori pittorici sono stati eseguiti nel 1931.

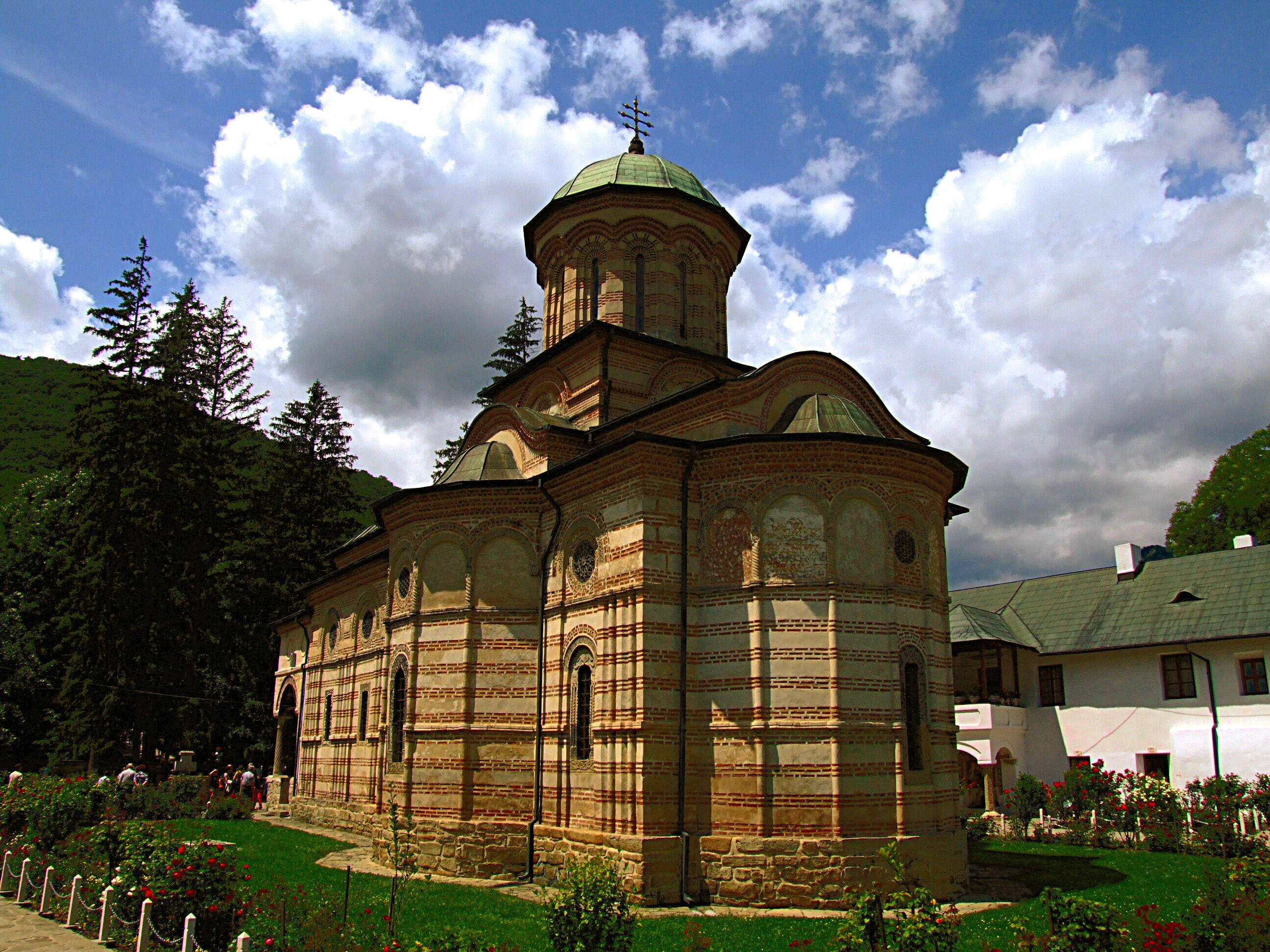
La chiesa del Monastero di Cozia
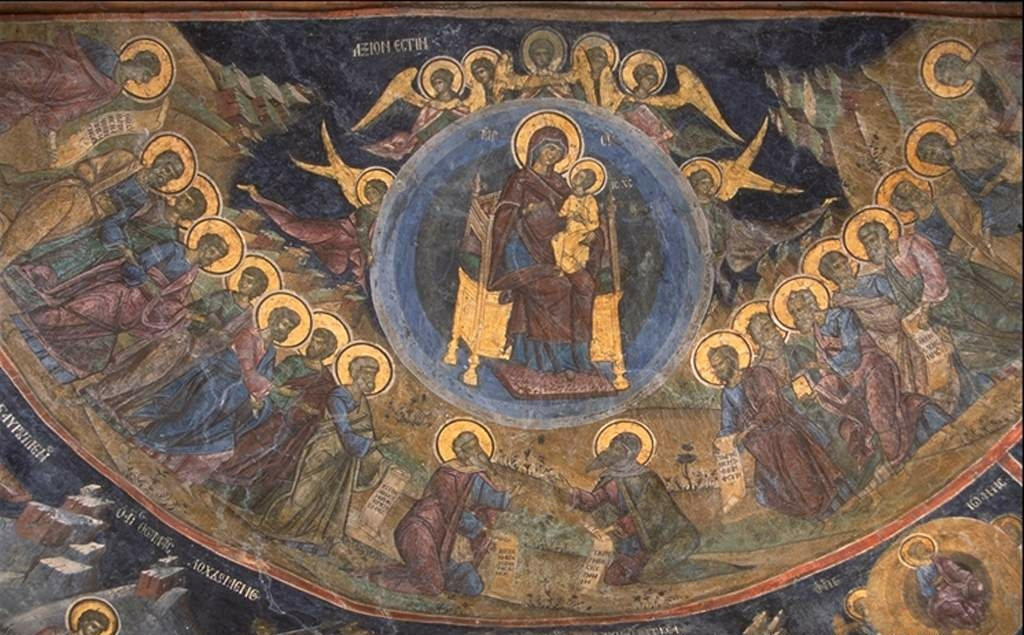
Un particolare degli affreschi